# Jacinto Grau Delgado
Jacinto Grau Delgado (Barcellona, 1877 – Buenos Aires, 14 agosto 1958) è stato un commediografo e drammaturgo spagnolo.

## Biografia
Artista estroso, originale, tormentato e di spirito contraddittorio al punto da criticare la professione da lui praticata.
Nel suo primo periodo letterario si dedicò alla narrativa, esordendo con il romanzo Trasuntos (1899), ma ben presto si appassionò per il teatro.
La sua prima opera teatrale fu El Conde Alarcos (1907), ispirata da un personaggio del romanzo medioevale Il conte Alarcos, impegnato in una tormentata storia d'amore.
Don Juan de Carillana, scritta nel 1913, presentò un don Juan provinciale e decadente, non solo incapace di conquistare il cuore della donna amata, ma anche deriso ripetutamente da lei.
Una delle opere preferite dall'autore si rivelò El hijo pródigo. Parábola bíblica en tres jornadas (1917), messa in scena il 14 marzo del 1918 al Teatro Eslava di Madrid. Questo dramma bíblico prese spunto da alcune parabole evangeliche.
Tutte le sue opere principali, drammi (El burlador que no se burla ), tragedie (El Conde Alarcos, Entre Ilamas, La redención de Judas), commedie (En Ildaria, El caballero Varona, Las Gafas de don Telesforo) furono incentrate su argomenti problematici e difficili, inerenti sia la vita contemporanea sia i testi biblici e quelli della letteratura spagnola classica, e impreziosite da uno stile notevolmente poetico, avente come caposaldo il mito e il senso del mistero derivante dalla sua ricerca spirituale.
Il suo capolavoro risultò El señor de Pigmalión (1921), messo in scena il 16 febbraio del 1923, una tragica farsa di personaggi presi dal mondo reale, e di fantocci. Il lavoro risentì dell'influenza di Pirandello e di Unamuno.

## Opere

### Teatro
- Las bodas de Camacho (1903).
- Entre llamas (1905).
- Don Juan de Carillana (1913).
- En Ildaria (1917).
- El conde Alarcos (1917).
- El hijo pródigo. Parábola Bíblica en Tres Jornadas. (1918).
- Conseja galante (1919).
- El señor de Pigmalión (1921).
- El burlador que no se burla (1927).
- El caballero Varona (1928).
- La casa del diablo (1945).

### Saggi
- Unamuno y la angustia de su tiempo (1943).
- Estampas (1941).

### Antologia
- Don Juan en el tiempo y en el espacio, antologia drammatica (1954).
- Poetas dramáticos españoles. Tomo II: Tirso de Molina, Ruiz de Alarcón, Agustín Moreto, Buenos Aires: Clásicos Jackson, 1952.

### Narrativa
- Trasuntos (1899).